# Route des Baleines

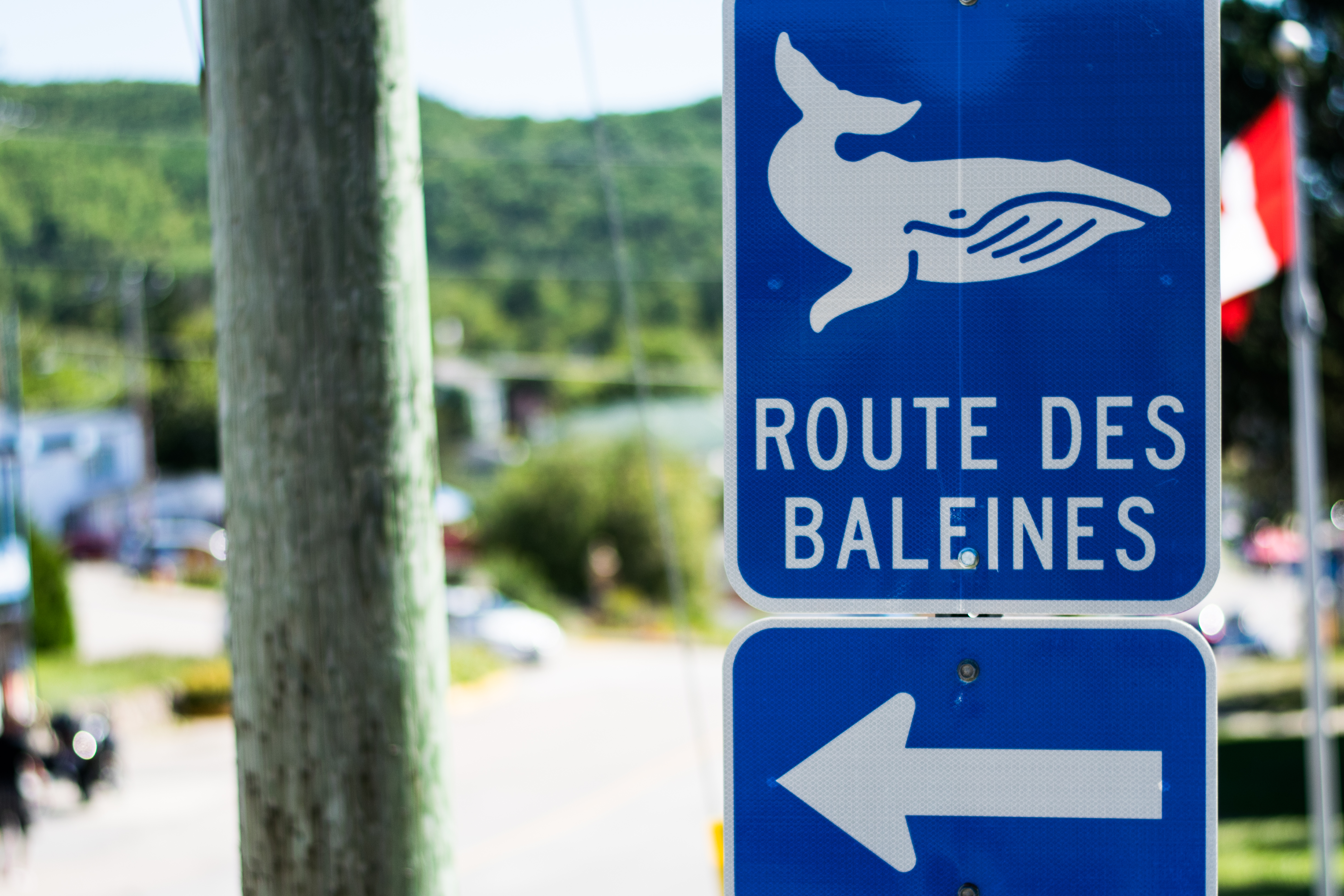
Panneau de la route des Baleines

La route des Baleines est une route touristique du Québec. Elle fait partie de la route 138, et se situe de Manicouagan jusqu'à Dupplessis. Cette route longe la rive nord de l'estuaire et du golfe du Saint-Laurent sur 828 km. La route bleue est peuplée de 13 espèces différentes, dont la baleine bleue. La route est en quelque sorte divisée en 6 parties. Plusieurs excursions sont organisées. Des services sont même offerts la nuit, sous l'eau ou bien simplement en bateaux pneumatiques. Il est aussi facilement possible d'observer les baleines à partir de la rive.

## Tadoussac à Longue-Rive
Seulement 66 km séparent ces 2 régions. Beaucoup de sites d'observations sont installés dans cette partie de la Route bleue qui permet d'observer les baleines.

## Longue Rive à Baie-Comeau
Secteur d'ornithologie, on peut y observer plus de 200 espèces d’oiseaux. C’est également le secteur de la Côte-Nord – Manicouagan où l’on retrouve des eaux baignables très chaudes. Cette partie a une longueur de 134 km.

## Baie-Comeau à Pointe-des-Monts
À proximité de Fermont et du Labrador, cette section a 98 km de distance.

## Pointe des Monts à Sept-Îles
159 km sépare cette partie de la Route des baleines.

## Sept-Îles à Havre-Saint-Pierre
Cette partie de la Route des baleines possède 220 km de distance.

## Havre-Saint-Pierre à Natashquan
Havre-Saint-Pierre, riche en oiseaux marins, est un endroit très reconnu au Québec pour observer le macareux moine. 151 km de distance sépare les deux régions

## Attraits
On peut facilement apercevoir des cétacés à partir d'observatoires spécialement aménagés, comme celui de Portneuf-sur-Mer.
C'est à Tadoussac, installé sur les berges du fjord du Saguenay, que les principaux points de départ d’excursions en bateau pour observer les baleines.
C'est à partir de Havre-Saint-Pierre, qu'on puisse voir les monolithes de l'archipel de Mingan, ou encore l'île d'Anticosti, célèbre par ses paysages marins, pour ses gorges, ses cavernes et finalement, ses cerfs de Virginie.

## Médiagraphie
- http://www.bonjourquebec.com/qc-fr/routebaleines.html
- http://www.quebecmaritime.ca/fr/planifiez-votre-voyage/circuits-touristiques/la-route-des-baleines
- http://tourismecote-nord.com/decouvrez-notre-region/les-incontournables/observation-des-baleines/